# Angelo Busi
Angelo Busi, född 24 december 1901 i Italien, död 3 december 1967, var en italienskfödd finländsk dragspelare.
Bröderna Pietro, Tomaso och Angelo Busi kom till Finland på 1910-talet och arbetade som gatumusiker. Senare nådde de framgång som musiker på cirkusar och biografer. Vid sidan om musiken bedrev de handel inom gipsbranschen. Efter att Nils Ekman och dennes bröder lämnat Suomi Jazz Orkesteri omkring 1927, värvades bröderna Busi dit. På slutet av 1920-talet grundade de en egen jazzorkester vid namn Rapido.
Busi medverkade vid flera grammofoninspelningar; förutom med Suomi Jazz Orkesteri också med orkestern Dallapé. Därutöver spelade han 1930 och 1932 in skivor med Nils Ekman och Aleksanteri Kallio. Busi förekom även som ackompanjatör till några insjungningar av Niilo Saarikko.